# Фридрих Карл (герцог Вюртемберг-Винненталя)
Фридрих Карл Вюртемберг-Штутгарт цу Винненталь (нем. Friedrich Carl von Württemberg-Stuttgat zu Winnental; 12 сентября 1652, Штутгарт — 20 декабря 1698, Штутгарт) — с 1677 года герцог Вюртембергский из новой Виннентальской ветви, регент Вюртемберга в качестве опекуна своего малолетнего племянника герцога Эберхарда Людвига, имперский фельдмаршал (16 мая 1694).

## Биография
Фридрих Карл — сын герцога Эберхарда III Вюртембергского и Анны Екатерины, графини Сальм-Кирбургской. 27 ноября 1677 года император Леопольд I назначил Фридриха Карла главным опекуном племянника Эберхарда Людвига и тем самым регентом Вюртемберга. Регентство было прекращено 22 января 1693 года по достижении Эберхардом Людвигом совершеннолетия. Во внутренней политике Фридрих Карл стремился к консолидации герцогства, уделял особое внимание церкви и школьному образованию. В период его правления в Штутгарте в 1686 году была основана первая гимназия.
На внешнюю политику герцогства отложила отпечаток Война Аугсбургской лиги. Осенью 1688 года Фридрих Карл был вынужден бежать с 12-летним Эберхардом Людвигом в Нюрнберг. В сентябре 1692 года Фридрих Карл вместе с войском в четыре тысячи солдат был взят в плен французами под Этисхаймом и привезён в Версаль. Фридрих Карл отказался вести переговоры без консультации с императором. 3 июня 1690 получил чин имперского генерала кавалерии. В январе 1693 года герцога выпустили на свободу, одновременно мать Эберхарда Людвига Магдалена Сибилла Гессен-Дармштадтская добилась у императора досрочного признания сына совершеннолетним. Лишившемуся должности Фридриху Карлу была выплачена денежная компенсация, император также присвоил ему звание генерал-фельдмаршала.
С 1694 года Фридрих Карл воевал под началом маркграфа Людвига Вильгельма Баден-Баденского на Верхнем Рейне и зимой был назначен главнокомандующим имперской армии. Здоровье герцога стало ухудшаться с 1696 года. Умер от сифилиса.

## Потомки
31 октября 1682 года Фридрих Карл женился на Элеоноре Юлиане Бранденбург-Ансбахской, дочери маркграфа Альбрехта II Бранденбург-Ансбахского.
- Карл Александр (1684—1737) — 11-й герцог Вюртембергский
- Доротея Шарлотта (1685—1687)
- Фридрих Карл (1686—1693)
- Генрих Фридрих (1687—1734)
- Максимилиан Эмануэль (1689—1709) — близкий друг короля Швеции Карла XII
- Фридрих Людвиг (1690—1734)
- Кристиана Шарлотта (1694—1729), замужем за маркграфом Вильгельмом Фридрихом Бранденбург-Ансбахским